# Puente romano sobre el río Iregua
El puente romano sobre el río Iregua es un antiguo puente sobre el río Iregua, poco antes de desembocar en el río Ebro, que se encuentra en el barrio de Varea, en la ciudad de Logroño. Tradicionalmente ha sido considerado un puente romano, pero diversos documentos del siglo X mencionan la existencia de un puente construido de madera y barda, que en el siglo XVIII se intentó recuperar para su uso.
Según la hipótesis de origen romano, el puente habría formado parte de la vía Caesaraugusta-Virovesca, ya que ésta debería cruzar el río Iregua en algún punto de su cauce, pero no existe ninguna datación de la construcción conservada hasta hoy que sostenga un origen de época imperial. Espinosa y Moreno coinciden, sin embargo, en que la localización de un antiguo puente romano estaría muy probablemente en el mismo lugar que los restos actuales, principalmente por su alineación con Calleja Vieja.
El puente fue abandonado en el siglo XIX- los vecinos de Varea relatan que ya utilizaban el actual puente -el de la actual carretera N-232 en el año 1840. Sus restos fueron puestos al descubierto alrededor del año 1960, cuando el estiaje del Iregua hizo aparente sus restos- el arranque de 3 pilares y parte de un cuarto. Su estribo derecho siempre estuvo al descubierto. En 1978, estos restos dejaron de estar visibles, desaparaciendo bajo nuevas colmataciones.

## Historia

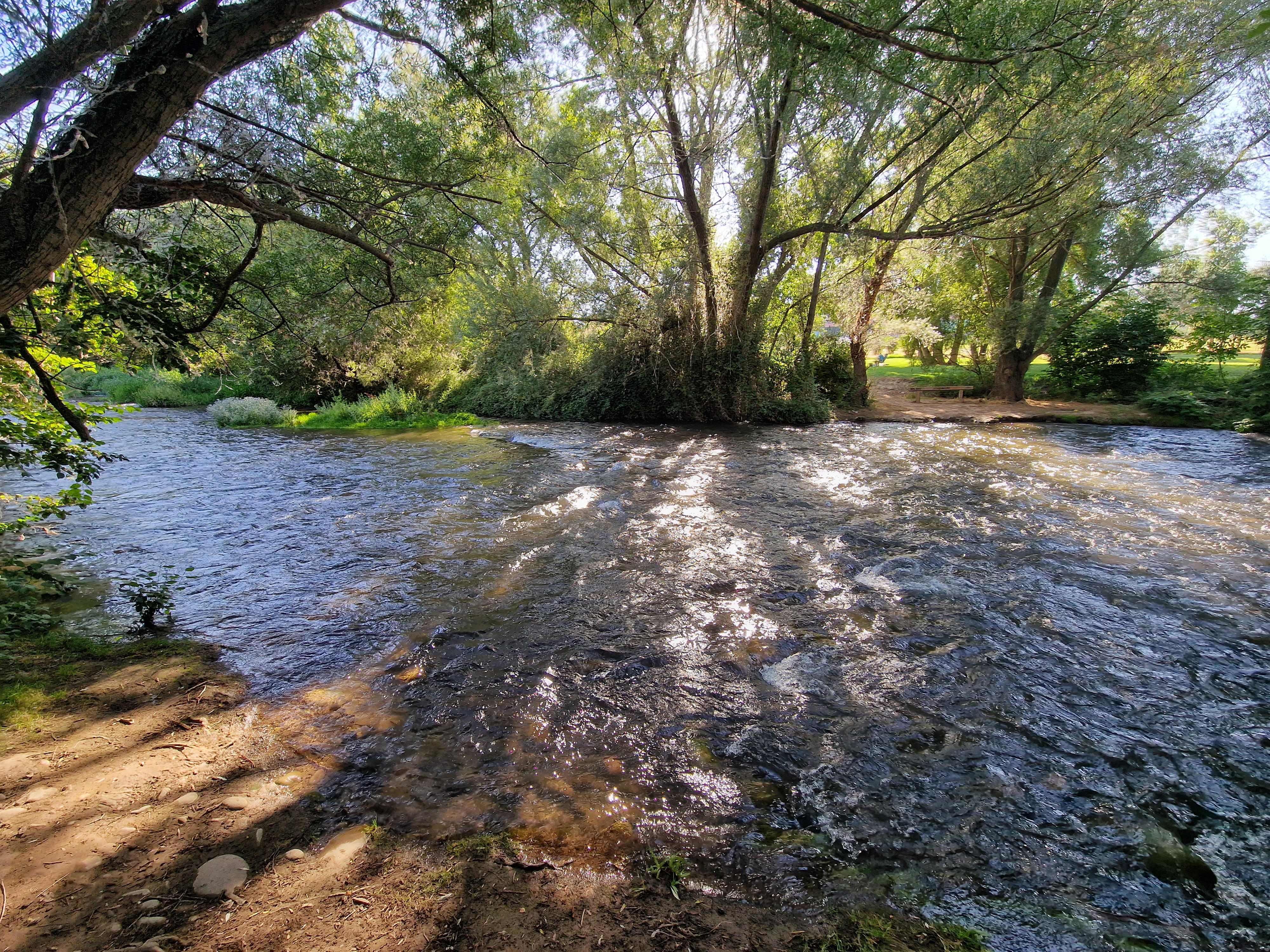
Vista desde la margen derecha

El puente tuvo siempre un uso provisional como muestran las rehabilitaciones que se realizaron en él cuando el puente de Madres en Villamediana, de mayor importancia, fue temporalmente inutilizable.
Profundizando en las obras que fueron impulsadas para su mantenimiento, se halla  que en 1736 se intentó impulsar la construcción de cuatro cepas de piedra que junto con una cantidad de madera irían destinadas a fortalecer su estructura. En primera instancia, el ayuntamiento de Logroño pondría trabas a la obra, pero en julio de 1738 dieron el visto bueno a la obra al acordar el coste con el maestro José Raón. Tras el estudio realizado por el arquitecto se decidió la construcción de dos cepas de piedra pues el coste de mantener el puente en pie solo con madera sería una continua renovación cada seis años por el desgaste ocasionado por las riadas.
La construcción se llevó a cabo con la aportación económica de las diferentes instituciones públicas, así como de los propios habitantes de los alrededores que obtendrían provecho de la obra.
A lo largo de las siguientes décadas hubo sucesivos reforzamientos de la estructura del puente y en 1782 se volvió a abordar una remodelación a gran escala con la edificación de varias cepas de piedra de sillería llevadas a cabo por los maestros Miguel de Garchegui y Bernabé Ruiz. Los costes económicos fueron cubiertos por los cabildos de la iglesia Imperial de Santa María de Palacio y las iglesias de Santa María la Redonda y Santiago el Real, también contribuyó el ayuntamiento de Logroño con lo obtenido en el pontazgo del puente del Ebro.
En 1814 apunta el Itinerario Militar:

el puente de Varea sobre el Yregua, es de madera y vastante viejo, pero pueden pasar carros por él

El puente quedó posteriormente inutilizado y su paso destruido con la construcción de la carretera de Logroño a Zaragoza. Los restos que se hallarían en 1960 y 1970  corresponden a las últimas obras realizadas en el siglo XVIII.
El estado actual en el que se hallan sus restos arqueológicos es el siguiente, se conservan tan sólo los arranques de las tres cepas próximas al estribo derecho y una parte de una cuarta cepa. Estas estaban cubiertas para evitar en la medida de lo posible la erosión por unos sillares de piedra y los de mejor fabricación eran los inferiores. Eran cepas de planta rectangular y tras los sillares más fuertes introducían una especie de argamasa de opus caementicium. Tras esto, eran cubiertas cada una por una serie de gruesos troncos de olmo blanco, trabajados entre sí de forma octogonal. La hipótesis más aceptada mantiene que el puente tuvo al menos nueve arcos y que debió de ser  regular en su estructura pero poco esbelto.